# Волошин Любов Василівна
Любов Василівна Волошин (нар. 12 березня 1942, Львів) — український мистецтвознавець. Член Національної спілки художників України (2002), дійсний член НТШ. Заслужений діяч мистецтв України (2006).

## Життєпис
Любов Волошин народилася 12 березня 1942 року у Львові.
1966 року закінчила Львівський медичний інститут, 1972-го — факультет теорії та історії мистецтва Ленінградського інституту живопису, скульптури та архітектури. Відтоді в Національному музеї у Львові: старший науковий співробітник (1975—1989), завідувач (1989—2015) Художньо-меморіального музею Олекси Новаківського у Львові. Від 2015 — старший науковий співробітник відділу сучасного мистецтва Національного музею у Львові імені Андрея Шептицького.

## Доробок
Автор публікацій про українське мистецтво кінця XIX — першої половини XX ст., зокрема про визначних художників початку періоду новітнього українського мистецтва — Модеста Сосенка, Олени Кульчицької, Івана Северина, Івана Труша, Петра Холодного, Михайла Бойчука, Антіна Манастирського, Михайла Козика. Основні праці присвятила творчості Олекси Новаківського, а також його мистецькій школі та учням.
Монографії:
- «Мистецька школа Олекси Новаківського у Львові: Бібліографічний словник учнів» (Львів, 1998),
- «Княжий дарунок великого мецената. Митрополит Андрей Шептицький у житті і творчості Олекси Новаківського» (Львів, 2001),
- «Автопортрети Олекси Новаківського» (Львів, 2004),
- «Пробудження у малярстві та рисунках О. Новаківського» (Львів, 2005),
- «Роман Сельський. Живопис. Графіка. Альбом» (Львів, 2006),
- «Історичні постаті княжої доби у творах О. Новаківського» (Львів, 2007),
- «Рання графіка Святослава Гординського. 1920–1930 роки» (Львів, 2007),
- «Науковий каталог малярських творів Олекси Новаківського» (Львів, 2008),
- «Ярослав Лукавецький» (Львів, 2008),
- «Ольга Плешкан» (Львів, 2010),
- «Художньо-меморіальний музей Олекси Новаківського. Путівник» (Львів, 2012),
- «Іванна Нижник-Винників. Рання творчість у Львові. 1920—1930 рр.» (Львів, 2013),
- «Іванна Нижник-Винників. Творчість на еміграції. Німеччина, Франція. 1945—1993 рр.» (Львів, 2015),
- «Митрополит Андрей Шептицький у творчих долях українських художників» (Львів; Ч.I., 2015; Ч.II., 2016; Ч.III., 2017);
- «Образ жінки у творах Олекси Новаківського» (Харків, 2018),
- «Мистецька школа Олекси Новаківського 1923–1935. Життя у перспективі часу» (Дрогобич, 2025).

Альбоми:
- «Любомир Медвідь. Притчі» (Львів, 1995),
- «Роман Сельський. Графіка» (Львів, 2006),
- «Богдан Братейко. Живопис, графіка» (Львів, 2006),
- «Роман Сельський. Інститут колекціонерства українських пам'яток при НТШ» (Львів, 2006),
- «Ярослав Крушельницький» (Львів, 2008),
- «Сакральне мистецтво Григорія Петришака» (Львів, 2008),
- «Олекса Новаківський» (Львів, 2009),
- «Олекса Новаківський (1872—1935)» (Львів, 2012),
- «Іван Климко. Керамічна пластика» (Львів, 2013).

## Нагороди
- заслужений діяч мистецтв України (3 березня 2006) — за вагомий особистий внесок у соціально-економічний і культурний розвиток України, активну громадську діяльність, багаторічну сумлінну працю[4];
- премія ім. Іларіона та Віри Свєнціцьких;
- премія ім. Святослава Гординського;
- премія ім. Павла Чубинського;
- золота медаль Академії мистецтв України.